# A Nightmare on Elm Street (2010)
A Nightmare on Elm Street is een Amerikaanse horrorfilm uit 2010 onder regie van Samuel Bayer. De productie is een remake van de gelijknamige film uit 1984, maar verhaaltechnisch geen exacte hervertelling. Het is het negende deel uit de filmreeks en het eerste waarin de rol van Freddy Krueger niet door Robert Englund wordt gespeeld. Zijn plaats in de remake is ingenomen door Jackie Earle Haley. De remake spitst zich meer dan tevoren toe op de voorgeschiedenis en het ontstaan van Krueger.
De meningen over de 'nieuwe' A Nightmare on Elm Street waren erg verdeeld. Enerzijds kreeg de film in 2011 een People's Choice Award voor horrorfilm van het jaar en anderzijds juist een Fangoria Chainsaw Award voor slechtste horrorfilm van het jaar.

## Verhaal
De zwaarvermoeide Dean Russell spreekt af met zijn vriendin  Chris Fowles in het cafetaria waar Nancy Holbrook als serveerster werkt. Nancy's onuitgesproken aanbidder Quentin Smith en zijn vriend Jesse Braun zitten er aan een ander tafeltje. Ze vertrekken wanneer Chris binnenkomt, want zij is Jesses ex-vriendin en hij wil haar niet met een ander zien. Dean vertelt zijn Chris dat hij met opzet al drie dagen niet geslapen heeft. Hij zegt dat als hij in slaap valt, hij zal worden vermoord door een man bedekt met brandwonden en met scheermessen aan zijn handen die in zijn dromen woont. Chris denkt dat Dean aan het doordraaien is, maar als ze even van het tafeltje wegloopt, valt Dean in slaap. Wanneer ze terugkomt, ziet ze Dean met een mes zijn eigen keel doorsnijden. Hij heeft zijn ogen dicht en het is alsof zijn hand door een onzichtbaar iemand gedwongen wordt. Op Deans begrafenis ziet Chris een foto waarop zij en Dean als vijfjarigen staan. Zij weet alleen niet beter dan dat Dean en zij elkaar op de middelbare school voor het eerst zagen. Haar moeder ontwijkt het onderwerp.
Chris begint vervolgens van een man te dromen, die dezelfde moet zijn als de man over wie Dean het had. Niet alleen zij, maar ook Quentin, Jesse en Nancy blijken recentelijk nachtmerries over hem te hebben gekregen. Ze beginnen te beseffen dat in slaap vallen levensgevaarlijk is, want iedere verwonding die de moordenaar uit hun dromen ze in hun slaap toebrengt, manifesteert zich ook in de realiteit. Wie in zijn nachtmerries vermoord wordt, sterft echt. Wakker blijven wordt naarmate de uren verstrijken alleen steeds moeilijker en na zeventig uur zetten er sowieso microslaapjes in. Wat echt is en wat droom, wordt dan moeilijk te onderscheiden.
Nancy raakt er steeds meer van overtuigd dat er een verband bestaat tussen haar en haar vrienden dat verder teruggaat dan de middelbare school, waarvan ze allemaal dachten dat ze elkaar daar leerden kennen. Samen met Quentin vindt ze een foto waaruit blijkt dat ze allemaal op dezelfde kleuterschool zaten. Daar werkte een onderhoudsman die gek was met de kinderen, Fred Krueger. Na verloop van tijd kwamen verschillende kinderen soms thuis met verwondingen. Ze vertelden hun ouders dat Krueger dat deed als hij ze meenam naar zijn 'geheime tunnel'. Die tunnel werd nooit gevonden, maar een menigte woedende ouders wilde Krueger lynchen en achtervolgde hem tot hij zichzelf opsloot in de ketelruimte van de kleuterschool. Hij barricadeerde de deuren, zodat zijn achtervolgers hem niet te pakken konden krijgen. Quentins vader Alan Smith gooide daarop een brandend vat benzine naar binnen. Krueger verbrandde levend. De kinderen vergaten hem naarmate de jaren verstreken. Hun ouders maakten een afspraak om zijn naam nooit meer te noemen.
De droom-Krueger kan alleen bestaan wanneer iemand zich hem herinnert en aan hem denkt. Toen Dean aan Chris vertelde waarover hij droomde en stierf, begonnen de herinneringen aan Krueger bij haar boven te komen en via via ook bij haar vrienden. Hoe meer ze zich herinneren, hoe krachtiger hij wordt en hij wil wraak op de voormalige kinderen van indertijd. Nancy komt er op internet achter dat het grootste gedeelte van hun voormalige kleuterklas al onder verdachte omstandigheden is omgekomen en dat zij de laatsten zijn die Krueger nog niet te pakken heeft gekregen.

## Rolverdeling
- Rooney Mara - Nancy Holbrook
- Jackie Earle Haley - Freddy Krueger
- Katie Cassidy - Chris Fowles
- Kellan Lutz - Dean Russell
- Kyle Gallner - Quentin Smith
- Thomas Dekker - Jesse Braun
- Connie Britton - Dr. Gwen Holbrook
- Clancy Brown - Alan Smith
- Lia D. Mortensen - Nora Fowles (als Lia Mortensen)
- Julianna Damm - Little Kris
- Christian Stolte - Jesse's vader
- Katie Schooping Knight - Eng meisje 1
- Hailey Schooping Knight - Eng meisje 2
- Leah Uteg - Eng meisje 3

## Verschillen met het origineel
- Hoofdpersonages Rod Lane, Tina Gray en Glen Lantz uit het origineel zijn niet aanwezig in de remake. Ze zijn hier vervangen door respectievelijk Dean Russell, Chris Fowles, Jesse Braun en Quentin Smith.
- In het origineel was Krueger als mens een veroordeeld meervoudig kindermoordenaar, die vrijkwam door een vormfout voordat hij werd vermoord. In de remake is hij een kindermisbruiker, wiens schuld daarnaast niet vaststaat op het moment dat de ouders van de geslachtofferde kinderen hem ombrengen.
- In het origineel neemt Nancy de hoed van Freddy vanuit de droomwereld mee naar de realiteit. In de remake is dat een stuk van zijn trui.
- In het origineel heeft Nancy een vriendje, Glen Lantz. In de remake is ze een sociaal buitenbeentje met een bewonderaar wiens interesse nog niet concreet is geworden.
- Nancy heeft in het origineel de achternaam Thompson, in de remake is haar achternaam Holbrook. De naam van Nancy's moeder was in het origineel Marge, in de remake is dit Gwen.